# 10개의 인디언 인형
10개의 인디언 인형(Ten Little Indians, 러시아어: Десять негритят)은 소련에서 제작된 스타니슬라브 고보룩힌 감독의 1987년 범죄, 미스터리 영화이다. 블라디미르 젤딘 등이 주연으로 출연하였다.

## 출연

### 주연
- 블라디미르 젤딘
- 타티아나 드루비치

### 조연
- 알렉산드르 압두로프
- 알렉산드르 카이다노프스키
- 알렉세이 자르코프
- 아나톨리 로마신
- 비아체슬라프 자리코프
- 표도르 오디노코프

## 제작진
- 원작자: 아가사 크리스티
- 미술: 발렌틴 기둘야노프